# قائمة الحلويات المغربية
الحلويات المغربية تُعد جزءاً من التراث الغذائي في المغرب، وتعكس تنوع المطبخ المغربي الذي تأثر بمكونات ثقافية متعددة، منها الأمازيغية والعربية والأندلسية والإفريقية والمتوسطية، بالإضافة إلى بعض التأثيرات الأوروبية الحديثة. وقد أدرج المطبخ المغربي ضمن قائمة التراث الثقافي غير المادي لمنظمة اليونسكو في إطار حمية البحر الأبيض المتوسط.
تُستخدم في صناعة الحلويات المغربية مكونات طبيعية متنوعة، مثل اللوز، الجوز، الفول السوداني، السمسم، اليانسون، الشوكولاتة، وبذور الكتان. وتتنوع أشكال ومذاقات هذه الحلويات، ومن أبرز أنواعها: كعب الغزال، الغريبة، الشباكية، والبريوات.
يتم إعداد وتقديم هذه الحلويات في مناسبات مختلفة، منها الأعياد الدينية كعيد الفطر وعيد الأضحى، وكذلك في حفلات الزفاف والتجمعات العائلية. كما تُقدَّم خلال ما يُعرف بـ«حفلة الشاي»، التي تتميز بتقاليد تقديم خاصة تشمل استخدام صوانٍ مزخرفة وأوانٍ تقليدية من الزجاج أو الفخار أو المعادن مثل الفضة والنحاس، ويتوسطها الإبريق المغربي التقليدي المعروف بـ«البراد»، ويُرافقها عادة الشاي بالنعناع أو الشيبة أو العطرشة.

## قائمة أشهر الحلويات
يُعد فن إعداد الحلويات في المغرب من الفنون المتطورة، ويتميّز بتنوع الأشكال والنكهات والمناسبات. وتشمل الحلويات المغربية أنواعًا بالعسل، مثل الشباكية، وأخرى كـكعب الغزال، الفقاص باللوز أو الزبيب، الغريبة باللوز، إضافة إلى حلويات تعتمد على السمسم، أو الفطائر، أو تُقدَّم مطحونة وتُتناول بالملعقة، مثل حلوى سلو. تتضمن هذه القائمة أبرز أنواع الحلويات المغربية الأصيلة، المعروفة محليًا وعالميًا
| الصورة  | اسم الحلوى                                                      | الوصف | المكونات |
| ------- | --------------------------------------------------------------- | --- | --- |
| لايوجد  | سلُّـــــو المغربي                                                | تعدّ حلوى السلو بطريقة خاصة من المكسرات وبعض الفواكه الجافة وكثير من البذورالمختلفة كالزنجلان واليانسون وزريعة الكتان. استخدمه الناس قديماً في رحلات القواقل التجارية ورحلات الحجاج والجيوش المغربية في العهد المرابطي، لما له من قدرة على الحفاظ على الصحة لفترات طويلة ولما له من ميزات في مقاومة الظروف الطبيعية دون أن يتعرض للتلف أو الإفساد. يمكن تقديم السلو في صحن كبير وتزيينه باللوز والجوز الهندي والسكر. وهو من الأطباق الأساسية التي تقدم في شهر رمضان. كما يقدم في الحفلات في صحون صغيرة مرفقاً بالشاي المغربي. | كيلوغرام دقيق كيلوغرام لوز مقشر كيلوغرام سمسم 500 غرام سكر بودرة 750 غرام زبدة 1 ملعقة صغيره ملح 2 ملعقة كبيرة قرفة 1 ملعقة كبيرة يانسون، مطحون نصف ملعقة صغيرة مسكة، بلدية +إمكانية إضافة الكاكاو+ الزنجلات، بذور الكتان والجوز. |
| لايوجد  | كعــــب الغزال                                                  | وهي عبارة عن أهِلّة من عجين رقيق محشو باللوز المطحون والمنسم بماء زهر الليمون. ويعتبر ”كعب غزال“ من أشهر الحلويات التي يحفل بها المطبخ المغربي الأكثر شهرة، ويقدم في جميع المناسبات العائلية والدينية كعيد الفطر وعيد المولد النبوي، كلفة كعب غزال مرتفعة نسبيا في المغرب نظرا لاحتوائه على اللوز الصافي من جودة عالية. | تتكون حلوى كعب الغزال من اللوز أساسا حوالي 1 كلغ، و 50 غ من الزبدة و 500غ من سكر سنيدة وقليل من المسكة الحرة وقليل من القرفة مطحونة ونصف كأس من ماء الزهر وقليل من الملح و 500غ من الدقيق. ماء. |
|         | بريوات                                                          | البريوات هو طبق من المطبخ المغربي يمكن إعداده على عدة أنواع، بين المقبلان والحلويات أو كطبق يقدم كوجبة دسمة، ينتمي لعائلة الفطائر، الذي يحضر بورق البسطيلة يصنع من (عجين رقيق للغاية يصنع من الدقيق والماء والملح)، والنوع الذي يهمنا في هذه القائمة هو بريوات بالجوز والأرز المعسلين. | 200 غ من الجوز المفروم - 100 غ من الزبدة - 100 غ من السكر الناعم - عسل - ماء الزهر - ورق البسطيلة. يمكن إضافة 120 من الأرز الأبيض وقرفة (دارسين) إذا كانت بسطيلة من الأرز والجوز المعسلين. |
| لا يوجد | فقاص                                                            | الفقاص هو كعكة جافة مشهورة بالمغرب. وهي مصنوعة من البيض، السكر والدقيق والخميرة، ويمكن أن تضاف إليها مكونات أخرى كالفواكه المعسلة والحليب كما يمكن أن يضاف اللوز أو الزبيب وبعض الفواكه المجففة والزنجلان واليانسون. تحظى هذه الكعكة بشعبية كبيرة في المغرب بسبب مكوناتها الرخيصة وذلك لجميع فئات المجتمع التي تستطيع تحمله. وتُقدم عادة مع الشاي بالنعناع. وهي من الحلويات التي تسمى ب "دواز أتاي" | 7 بيضات و 200غ من اللوز و 200غ من الزبيب و 250غ من السكر وكوب ونصف من زيت الذرة وكيسان من خميرة الحلوى إضافة إلى ملعقة كبيرة من قشور الليمون مبشور وكيلو غرام من الطحين. |
| لايوجد  | الشباكية المغربية                                               | سميت بالشباكية لأنها تشبك بعناية بشطل دائري تصاعدي، وتطلى بالينسون على العسل. وهيهي حلوى رمضانية بالأساس لا يخلو منها بيت مغربي في شهر رمضان، وغالبا ما يتم تناولها بالشاي المنعنع أو بالحريرة الساخنة. وتعتبر الشباكية المغربية من أقدم الحلويات المعروفة في المطبخ المغربي. وهي تشبه إلى حد ما، الحلوى المعروفة في المشرق والمغرب بالزلابية، والشباكية تقترن بشهر رمضان وعيد الفطر خصوصا، ولها شكل مميز، مغطاة بالعسل وحبات السمسم أو الجلجلان.                                                                          | الشباكية في المطبخ العائلي تعتمد أساسا على عجينة مخلوطة بالزيت والزبدة مع بعض اللوز غالبا أو الجوز أو الكاكاو، توضع في العسل الأصيل أو عسل السكّر. ويتم رشها بقليل من ماء الزهر ثم كثير من الينسون أو ما يسميه المغاربيون بالزنجلان. |
| لايوجد  | المسكوتة أو الكيكية                                             | هي كعكة توجد في عدة مطابخ عالمية، وكل مطبخ يضفي عليها خصوصيته، ومن المطبخ المغربي تسمى الكيكة أو المسكوتة المغربية، (بالإنجليزية Meskouta) وتجود بشكل مماثل في المطبخ الجزائري كذلك، وهي غنية بالسعرات الحرارية والدهون إذ أن كل حصّة 40غ تقريباً، تحتوي على 300 سعرة حرارية و17غ دهون، كما أنها تحتوي على 159مغ من الكوليسترول الموجودة معظمها في البيض. | مكوناتها الأساسية من البيض والسكر والمربى، يضاف إليهم الزيت والحليب والدقيق، ويمكن أن يضاف كأس من الكوك إلى هذه المكونات، وكذلك الجوز واللوز والزبيب. |
| .       |                                                                 | | |
| لايوجد  | غريبة                                                           | تعرف في المغرب وتونس ب "غْرِيبَة"Ghraïba، والجزائر ب"غريبية" (Ghribia) وهي من الحلويات المغاربية المعروفة خصوصا في المغرب والجزائر وتونس. تحضّر عجينة الغريبة بخلط الطحين مع السكر، البايكنغ باودر، الزيت، السمن والفانيليا. تُقطّع العجينة وترصّ في قوالب للحصول على عجينة منقوشة ثم تخبز بالفرن وبعدها تزيّن بالفستق أو اللوز.. وهكذا نحصل على حلى لذيذة وسهلة التحضير يمكن تقديمها مع القهوة أو الشاي. | مكوناتها الأساسية السمن والسكر بياض بيضة واحدة والدقيق والملح. يمكن تزيين كل قطعة بحبة لوز تغرس في المنتصف. |
| لايوجد  | قريشلات أو كعيكات                                               | قريشلات عاشوراء أو كعيكات عاشوراء أو قريشلات وكعيكات وفقط، هي أصغر أنواع الحلوى المغربية مربعة الشكل بحكم حبة الفول السوداني أو فستق، ويصنع منها الكثير لتوضع على طبق المائدة مع صينية الشاي. وتحظر كثيرًا في عاشوراء، ويتم تحضيرها في المنزل أو شرائها، وتعتبر حلوة الكعيكات أو القريشلات حلوى في المتناول وغير باهضة التكاليف، حيث أن مقاديرها اقتصادية وطريقة إعدادها سهلة. ويتم إعداد القريشلات حلوة أو مالحة حسب الاختيار.                                                                                             | مكونات الكعيكات من البيض، وحبيبات السكر وماء الزهر والملح والزيت حيث يجب أن تندمج وتنسجم هذه العناصر فيما بينها جيدا. ثم يضاف الزنجلان والنافع ثم يضاف إلى المكونات الدقيق والخميرة. |
| لايوجد  | حلوة بشنيخة                                                     | حلوة بشنيخة أو شباكية بشنيخة،، هي حلوة تشبه قليلا الشباكية المغربية، وأصغر حجما منها، إلاأنها مقرمشة وطرية، وسميت بهذا الاسم لشبهها بعصيات البشنيخة التي تستعمل في تنقية الأسنان من العوالق والشوائب | الطحين والبيض والخل والماء والزهر والخميرة والفانيليا والزبدة والملح ثم يجمع العجين بالحليب والزيت الساخن والعسل. |
|         | "حلوى الوردة باللوز"                                            | حلوى وردة اللوز أو حلوة الوردة باللوز، تتخذ أشكالات جميلة ومتعددة، على شكل الورود، ولكن اللوز هو مكوّنها الأساسي، أشكال هذا النوع من الحلويات تبدو رائعة تجعل المتلقى يتسائل عن السر في كيفية تحضيرها بذلك الشكل الرائع والمتناسق وفي بعض الأحيان معقد | البيض، واللوز ويمكن دمجه ببعض المكسرات كالكاكاو والجوز والزبدة إضافة إلى وريقات من العجين الأخضر للتزين. |
|         | حلوة الهلال بالشوكلاطة                                          | هلالية الشكل مطلاة بالشكلاط في كلا الجانبين، وهي وصفة سهلة تستعمل في مختلف البيوت المغربية خصوصا في المناسبات وتقدم غالبا مع العصير أو الشاي | مكونات حلوى الهلال بالشوكلاطة كطريقة تحضيرها، فهي يسيرة ولا تتطلب كثيرا، إناء كل من الزبدة والسكر المطحون ويضاف إليهم "الفاني" والزيت والبيض والخميرة والدقيق وخليط الكوك والسكر وسائل الشوكلاطا. |
|         | غريبة النخالة                                                   | "غريبة النخالة" أو "حلوى النخالة" هي حلوى دائرية الشكل، سهلة التحضير صحية ولذيذة في نفس الوقت، حيث تضم عنصر لبنخالة أو الردة وهي الطبقة الخارجية الصلبة من الحبوب، وهذا ما يحعلها تضم مكونا غذائيا رئيسيا وصحيا. وتقدم في غالب الأحيان مع الشاي الساخن أو القهوة | نخالة والزنجلان والسكر والخميرة و"الفاني" ثم يضاف إلى خذه المكونات البيض والزيت. ويشار إلى أنها تختلف عن الغريبة الشامية. |
|         | حلوى نجمات اللوز                                                | حلوى نجمات باللوز أو حلوة النجمات باللوز، تتخذ شكل نجمة مربعة الشكل، ذات منظر جذاب وشهي، تتوسطها من فوق لوزة. وقد تتخذ أشكالا مختلفة بعض الشيء أو تختلف قليلا من حيث المكونات، ولكنها تتميز بتربيعة الزوايا النجمية واللوزة التي توضع فوقها | 1 كلغ لوز مسلوق مقشّر ومطحون مع 500غ سكر + قليل من القرفة وقبصة مسكة ونصف كأس زبدة مدوبة وماء زهر وعجينة اللوز، توضع وسط االحلوى لوزة بضغطة أصبع قيل الطهي فرن متوسط الحرارة. |
|         | غريبة برقائق اللوز                                              | غريبة برقائق اللوز تختلف فقط في طريقة التحضير عن غريبة التقليدية، ولا تظهر وكأنها غريبة من حيث الشكل، بسبب طريقة التحضير المختلفة والمقادير تختلف شيئا ما عن غريبة التقليدية الشعبية. فما يميز غريبة برقائق اللوز هو تزيينها برقائق اللوز إضافة إلى نكهة الحامض الموجودة فيها. | 500 غرام من اللوز المسلوق والمنقي وقبصة من المسكة الحرة وملعقة صغيرة من خميرة الحلوى وملعقة صغيرة من الزبدة و 4 بيضات و 250 غرام من السكر الصقيل وملعقة كبيرة من قشرة الحامض المحكوك، وللتزيين: يُجتاج إلى أبيض البيض و 200 غرام من رقائق اللوز. |
|         | حلوى صبيعات اللوز أو محنشة صبيعات اللوز                         | حلوى صبيعات اللوز أو محنّشة صبيعات اللوز، لأنها تعد بشكل مستدير ومُلتوي على صحن دائري ومن هنا جاءت تسمية مُحنّشة، أما اسم صُبيعات اللوز فهي عند قطعها إلى قطع صغيرة. | أما مكونات حلوى محنشة صبيعات اللوز فهي كالتالي: 500 غ من اللوز المسلوق بدون قشور والمجفف و 250 غ مسحوق السكر المخصص لطبخ الحلويات، وماء زهر وقرفة و1 فانيلا وزبدة وعسل ورقائق اللوز. |
|         | "حلوى بقلاوة مغربية" أو بحلاوة المغربية                         | هو صنف من الحلويات موجود في العديد من المطابخ العربية والآسيوية، كالمطابخ الشامية والمغاربية والتركية وجنوب الآسيوية إضافةً إلى البلقانية. تصنع البقلاوة من رقائق عجين خاص وتُحشى بالجوز أو الفستق الحلبي وفي المغرب تُحشى بمكسرات الكاكاو أو الفستق أو اللوز أو الجوز حسب الرغبة أو الإمكانات المتاحة، ويتم تحلِيَتها بالعسل | 250 غرام دقيق، ملعقة كبيرة سكر ناعم، ماء الزهر، ملعقة كبيرة زبدة. - أما مكونات الحشوة فهي: الكاوكاو (فول سوداني) بدون قشرة أو الفستق أو الجوز حسب الرغبة والإمكانات، ملعقة كبيرة من الزبدة 350 غرام سكر ناعم، ماء الزهر، 2 ملاعق فاني سائل - أما مكونات التزيين: 300 غرام عسل، 30 غرام لوز مسلوق ننزع منه القشرة، ملعقة صغيرة كاكاو مر، أبيض البيض، قوالب ورقية.    |
|         | المحنشة                                                         | حلوى مغربية صرفة ذات شعبية في مطبخ الحلويات المغربي، وتوجد في بعض المناطق في المطبخ الجزائري كذلك، وهي ذات مذاق ومنظر جميلين، تتعدد مراحل إنتاجها، وكذلك من حيث الشكل والمذاق وقد تختلف طريقة التجضير والإنتاج من منطقة إلى أخرى، إلا أنها تعتبر من الحلويات المغربية التي تتميز بصعوبتها وتنوع مقاديرها. | ورق البسطيلة، زبدة مذابة، أبيض بيضة واحدة. وللحشوة: 500 غرام لوز مقشر، 250 غرام سكر سنيدة، 1/2 ملعقة صغيرة مسكة حرة مطحونة مع القليل من السكر، 2 م ك ماء الزهر أو قطرات من مستخلصات زهرة البرتقال، 20 غرام زبدة، قليل من قرفة. ولعملية التزيين يجتاج الطباخ إلى: يحتاج الطاهي إلى 500 غ عسل و 8 سل ماء الزهر و 50 غ رقائق اللوز أو سكر صقيل ناعم والقليل من القرفة. |
|         | البسطيلة                                                        | فيها أنواع كثيرة، كتلك المصنوعة بالسمك أو بقشريات البحر أو بالديك الرومي أو بلحم البقر، وما يهمنا في هذه القائمة هي تلك الأنواع من البسطيلة الحلوة، أو المعسلة | بسطيلة الدجاج والمكسرات المُعسَّلة: زبدة + السمن + ثوم + عود القرفة + زنجبيل + ابزار + عطرية الدجاج + ملح + مسحوق السكر + الزعفران الحر (البلدي)+ كيلوغرام ونصف مختلط بين مكسرات من الجوز واللوز والتمر والمشماش والبرقوق المجففين. البسطيلة الحَلوية: ورقة بسطيلة، وفي الحشوة نضيف نصف لتر من الحليب وسكر وعود قرفة وكيس فاني صغير وماء الزهر.                         |
|         | حلوى بشكيطو                                                     | حلوى البشكيطو أو البشكيتو تتخد أشكالا مختلفة حسب المناطق، وهي حلوى من نوع البسكويت، بسيطة وقديمة ومعروفة لدى أجيال قديمة، خصوصا أطفال الأرياف وفي الأسواق الأسبوعية الشعبية وفي القرى والبوادي وحتى المدن الشعبية العتيقة، أنتجتها كذلك شركة بيمو التي اشتعرت بها في فترة من الزمن في عدة مناطق بالمغرب العربي. | سكر وزيت وكأس عصير برتقال وبيضة والنافع (يانسون) وحبة حلاوة خمارة (14 غرام خميرة الحلويات) والدقيق، تعد في الأسواق من قبل شركة بيمو بهذه المكونات: سكر وزيت وفانيلا و"خميرة الحلويات" والدقيق حسب الخليط. |
|         | الرزيزة أو رزة القاضي وتعرف أيضا خارج المغرب بالرزيزة المغربية، | يمكن وصفها بالحلوى الفطيرة، فهي تجمع بين الإثنين وتشبه قليلا المسمن المغربي من حيث الشكل العام. هي في الأصل اختصاص بدوي ريفي. حلوى لذيذة منقوعة بالعسل، وقد سميت برزة القاضي لأنها تشبه الرزة أو العمامة من خلال خيوط تبدو وكأنها منسوجة، وهي مصنوعة من الدقيق الرطب لتتحول إلى خيوط رفيعة منسوجة بالزبدة، وكأنها خيوط كبّة، تُشَكّل بشكل دائري، على صورة الرزة الصفراء التقليدية، المعروفة في بعض المناطق المغربية والجزائرية، التي سميت عليها (تشبيها).                                                                      | 1 كيلو دقيق أبيض، دقيق القمح، 1/4 كيلو زبدة نباتية، 1/3 مقدار زيت، قليل من الملح، ماء للعجن، عسل (تدهن به عند التقديم)، زبدة بلدية، تدهن بها عند التقديم |

## معرض الصور

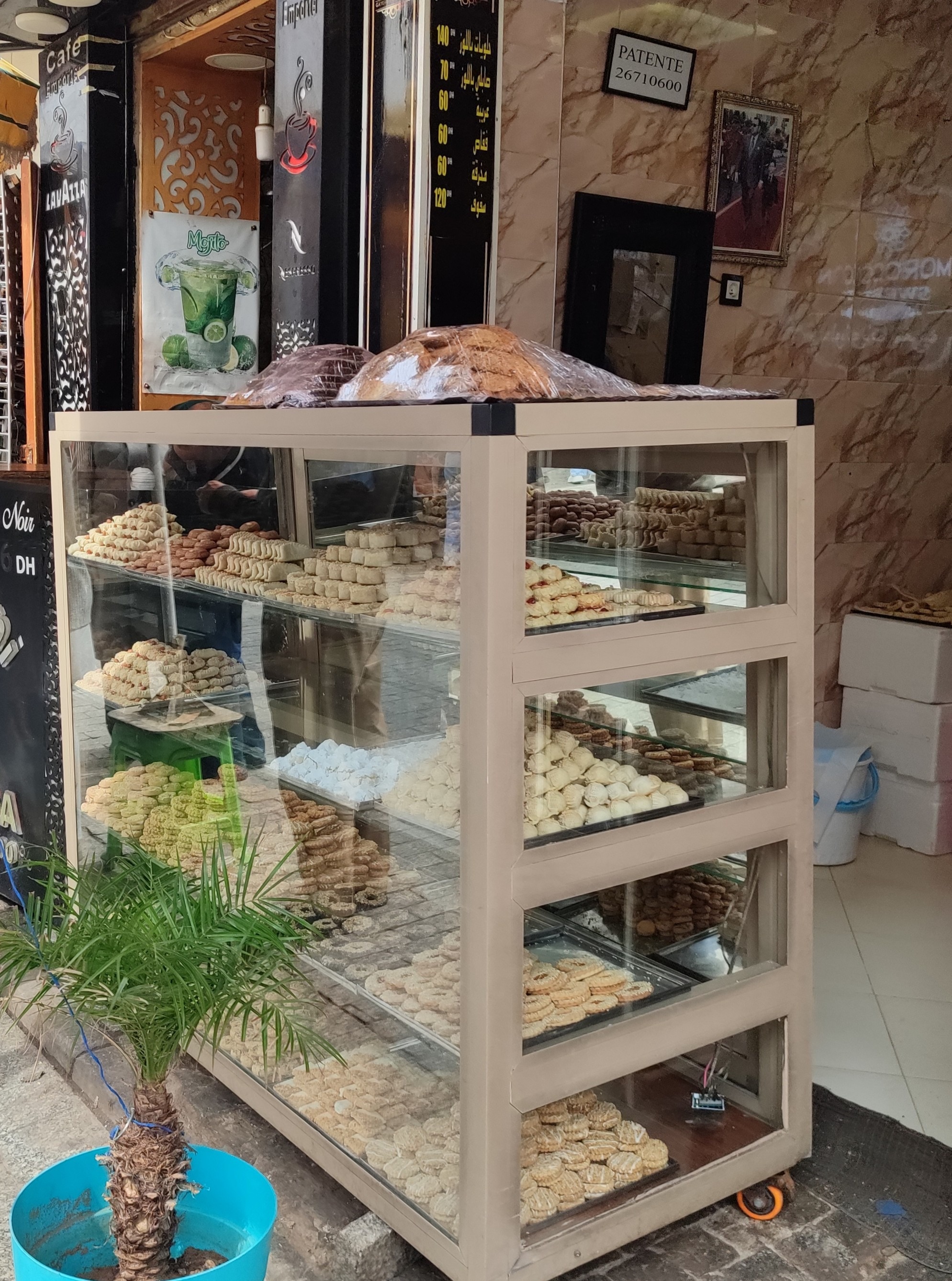
متجر لبيع الحلويات المغربية بمدينة الرباط
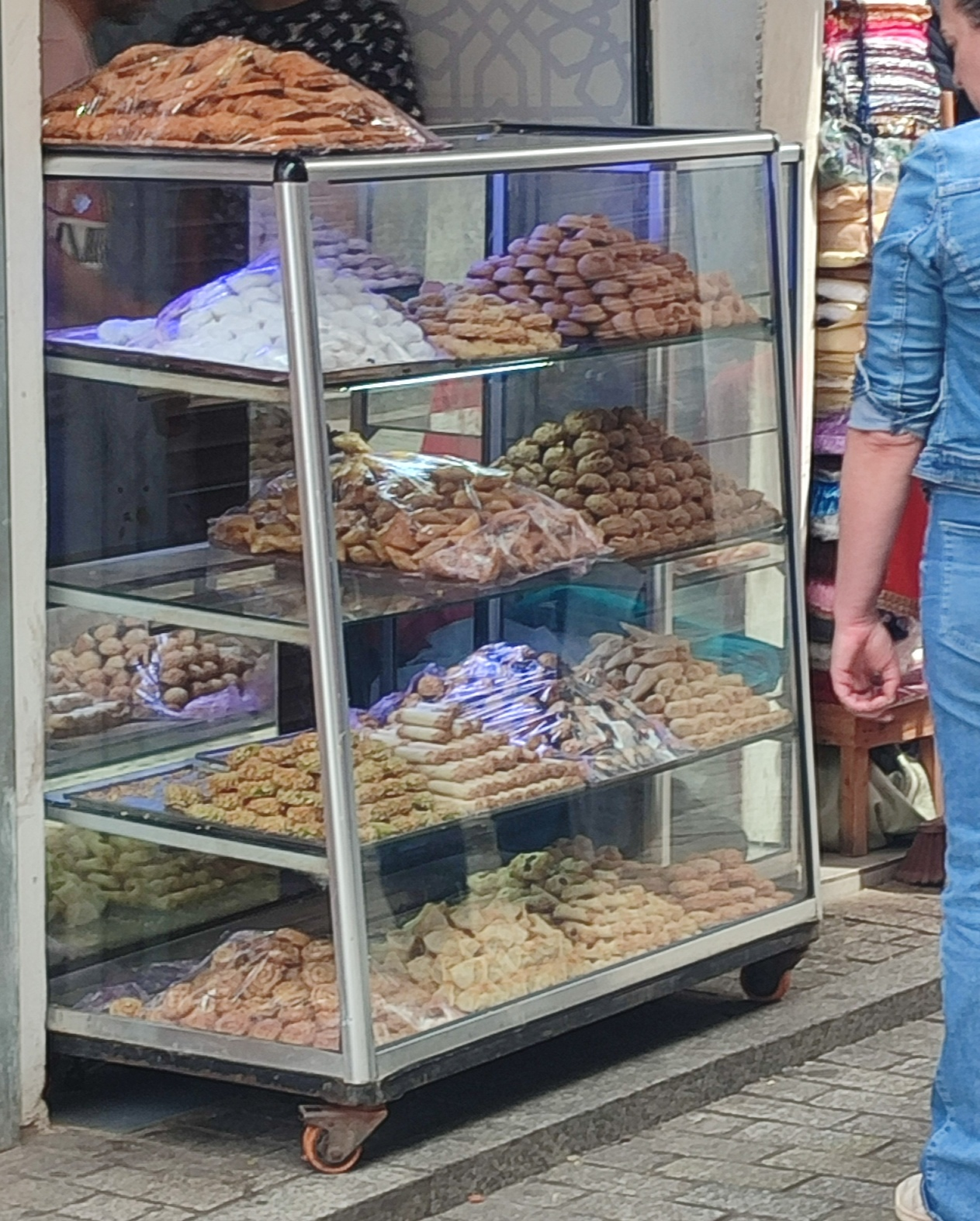
متجر لبيع الحلويات المغربية بمدينة الرباط
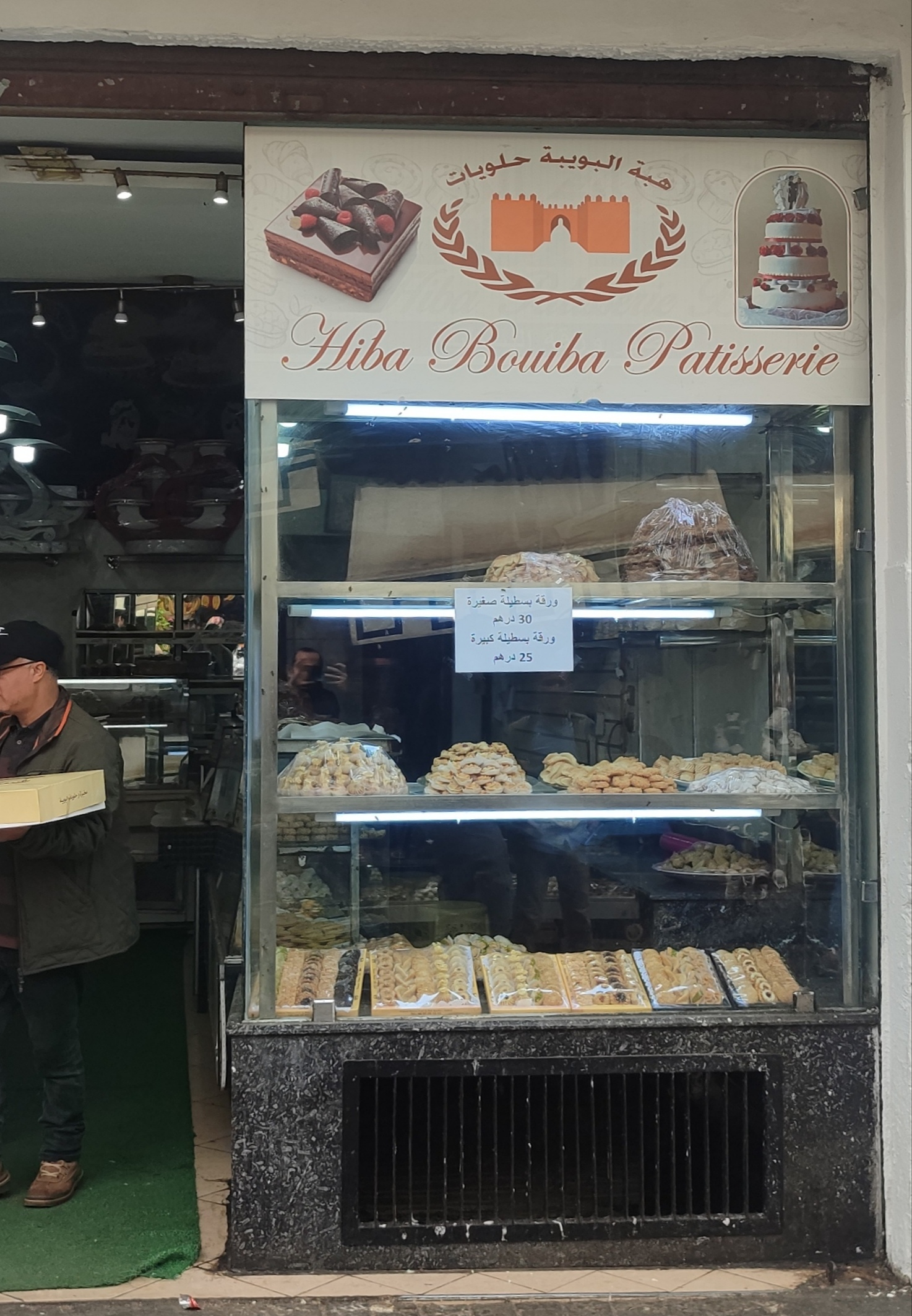
متجر لبيع الحلويات المغربية بمدينة الرباط

## مواضيع متعلقة
- حفلة شاي
- المطبخ المغربي
- حلواني

### قوائم متعلقة
- قائمة التراث الثقافي اللامادي في المغرب العربي
- قائمة الحلويات المشرقية والمغاربية

## وصلات خارجية
- موقع عن الطبخ المغربي Tabkh Maghribi نسخة محفوظة 27 أبريل 2015 على موقع واي باك مشين.
- موقع للتعريف بالمطبخ المغربي. نسخة محفوظة 22 نوفمبر 2015 على موقع واي باك مشين.